# 孓孓條紋小䰾
孓孓條紋小䰾（学名：Desmopuntius gemellus），又稱孓孓無鬚魮，是輻鰭魚綱鯉形目鯉科條紋小䰾屬的其中一個種，分布於亞洲印尼蘇門答臘島，本魚體延長呈長橢圓形，口端位，眼大，無觸鬚，體被圓鱗，側線明顯，尾鰭叉形，體銀色，背部深褐色，腹部銀白色，體側具有5-6黑色縱紋，體長可達6.5公分，棲息在森林覆蓋的丘陵溪流，生活習性不明，可做為觀賞魚。